# François Pelletier (magicien)
Pour les articles homonymes, voir François Pelletier et Pelletier (homonymie).
François Pelletier est un illusionniste français du XVIIIe siècle, célèbre à son époque, utilisant les aimants dans ses tours.

## À l'origine du Turc mécanique
Sa réputation était telle qu'il a été invité à se produire devant plusieurs souverains, dont l'impératrice Marie-Thérèse d'Autriche au palais de Schönbrunn en 1769. À la suite de son tour, l'impératrice demande à son ingénieur hongrois, Wolfgang von Kempelen, de lui expliquer les mécanismes utilisés par l'illusionniste, mais celui-ci n'y arrive pas. Vexé par la réaction de la souveraine, il déclare qu'il est capable de faire mieux pour divertir la cour, et qu'il reviendra bientôt avec un automate capable de rivaliser avec la reine et sa famille au jeu d'échecs. Ainsi, le tour de François Pelletier est à l'origine du Turc mécanique.